# Дю Фор, Фреда
Эммелин Фреда Дю Фор — австралийская альпинистка, первая женщина, поднявшаяся на самую высокую гору Новой Зеландии, Аораки/Гору Кука. Дю Фор была ведущей альпинисткой-любительницей своего времени и первой альпинисткой в Новой Зеландии.
«Фреда Дю Фор расширила границы возможного не только для женщин, но и для всех альпинистов того времени. Ключевыми факторами стали её способности к скалолазанию, целеустремлённость и физическая подготовка».

## Ранние годы
Дю Фор родилась в Кройдоне, Сидней, 16 сентября 1882 года. Она была дочерью Фредерика Экклстона Дю Фора (1832—1915), государственного служащего, который после выхода на пенсию стал биржевым, резидентным и земельным агентом, а также покровителем искусств, и его второй жены, Бланш Мэри Элизабет Вулли (1845—1906). Её дедом был профессор Джон Вулли.
Фреда Дю Фор получила образование в гимназии для девочек Сиднейской англиканской церкви. Вероятно, её страсть к альпинизму возникла, когда она жила со своей семьёй недалеко от национального парка Ку-ринг-гай Чейз. Значительную часть своего досуга она проводила в исследования окружающей местности и приобрела навыки скалолазания. После гимназии Дю Фор обучалась на курсах медсестёр, но не закончила их из-за «чувствительного и нервного характера». Благодаря занятиям её родителей и наследству, полученному от тёти Эммелин Вулли, Дю Фор имела собственный независимый доход, который позволял ей путешествовать и заниматься скалолазанием.

## Гора Кук
Дю Фор провела лето 1906 года в Новой Зеландии. В конце года она увидела фотографии горы Кука на Новозеландской международной выставке в Крайстчерче, и это побудило её поехать в отель «Эрмитаж» на горе Кук, где она решила подняться на заснеженную вершину.
В 1908 году, во время второй поездки на гору Кук, Дю Фор познакомилась с главным гидом отеля «Эрмитаж» Питером Грэмом. Грэм добавил к её начальным навыкам скалолазания приёмы восхождения по снегу и льду и научил работе с альпинистским снаряжением. Благодаря Дю Фор местные проводники получили возможность совершать сложные восхождения, которыми мало кто занимался в то время, сама же она нашла в горных восхождениях удовольствие, свободу и возможность бегства от ограничений и разочарований, доставляемых ей семьёй и обществом.
В 1909 году Дю Фор вернулась, чтобы совершить несколько восхождений, которые отличала возрастающая сложность. Первое значительное восхождение она совершила на гору Сили 19 декабря 1909 года. В восхождениях принимали участие только Грэм и Дю Фор, но социальные нормы приличия в то время не одобряли совместные занятия незамужней женщины и гида-мужчины, особенно в ночное время. Таким образом, в экспедицию был взят носильщик в качестве сопровождающего, Дю Фор во время подъёма была в юбке чуть ниже колена поверх пумпов и длинных обмоток. Тем не менее, она всё равно подвергалась критике как со стороны мужчин, так и женщин за свой выбор вида спорта и одежды. После восхождения на вершину горы Кук в 1910 году она заявила: «Я была первой незамужней женщиной, поднявшейся на гору в Новой Зеландии, и, как следствие, я получала довольно сильные моральные удары до тех пор, пока однажды не проснулась более или менее знаменитой в мире альпинизма, после чего я могла и делала именно то, что мне казалось наилучшим». Она отказалась от сопровождающего, но сохранила ту одежду для скалолазания, которую сочла подходящей и удобной. Ей нравилось, что её одежда сохраняла элемент женственности, несмотря на критические замечания и вызов существующим стереотипам о физически активных женщинах.
В 1910 году Дю Фор провела три месяца в Институте физического воспитания Дюпена в Сиднее, в котором физической культуре обучала женщин Мюриэль «Минни» Кадоган (1885—1929), которая позже стала её спутницей жизни. После обучения Дю Фор вернулась на гору Кук в ноябре 1910 года.

## Восхождение на гору Кук (декабрь 1910 года)
3 декабря 1910 года Дю Фор стала первой женщиной, поднявшейся на вершину горы Кук, самой высокой вершины Новой Зеландии — 3760 метров (12 340 футов). Гидами были Питер и Алекс (Алек) Грэхам — вместе они поднялись на вершину за рекордные шесть часов.
Дю Фор заявила о своём восхождении: «Я поднялась на вершину … чувствуя себя очень маленькой, очень одинокой и очень склонной к слезам».
На обратном пути Дю Фор была сфотографирована перед валуном в ознаменование исторического восхождения. Валун, который теперь называется «Скала Фреды», расположен примерно в 200 метрах от тропы, ведущую в долину Хукер в национальном парке Маунт-Кук.

## Последующие альпинистские сезоны
Дю Фор совершила множество других заслуживающих внимания восхождений. В том же сезоне, в котором она поднялась на гору Кук, она покорила гору Де ла Беш — 2979 метров (9774 футов) — и Грин — 2828 метров (9278 футов), а также была первым человеком, поднявшимся на гору Чадли — 2944 метра (9659 фута).
В следующем альпинистском сезоне она покорила девственную вершину, которая в её честь теперь называется Маунт-Дю-Фор — 2389 метров (7838 футов). Она также совершила первые восхождения на гору Назоми — 2953 метра (9688 фута), Маунт-Дампьер — 3420 метров (11 220 футов), второе восхождение на гору Тасман — 3 3497 метров (11 473 футов) и гору Ленденфельд — 3192 метра (10 472 фута).
В свой последний сезон она сделала первые восхождения на гору Пибрач — 2567 метров (8422 футов) и гору Кадоган — 2398 метров (7867 футов), обеим она дала имена. Возможно, её самое заметное восхождение состоялось в январе 1913 года с Питером Грэхемом и Дэвидом (Дарби) Томсоном, когда они совершили первый гранд-траверс всех трёх пиков горы Кук. Фреда Дю Фор стала не только первым человеком, поднявшимся на гору Дампьер, но и первой среди альпинистов, поднявшихся на три высочайшие вершины Южных Альп, и все это за первые три года своей альпинистской карьеры. Подъём из долины Хукер по юго-западному гребню на южную низкую вершину; затем путь к средней, второй вершине; потом по обнажённому извилистому и полному карнизов ледяному гребню к северной высокой вершине и спуск по «обычному» маршруту ледника Линда в Тасманскую долину длился двадцать часов. По сей день «большой траверс» (англ. Grand Traverse) многими считается не только большим альпийским восхождением в Новой Зеландии, но и классическим восхождением на Южные Альпы и связан с именем Дю Фор.
10 февраля 1913 года та же альпинистская группа совершила первое восхождение на гору Сефтон — 3149 метров (10 331 футов). С марта 1913 года Дю Фор перестала заниматься альпинизмом.

## Жизнь после альпинизма (1914—1935)
Дю Фор и Мюриэль Кадоган переехали в Англию в 1914 году, проводя время в Борнмуте. Они намеревались подняться в горы европейских Альп, Канады и Гималаев, но Первая мировая война нарушила их планы. В следующем году Дю Фор опубликовала в Лондоне свою книгу «Покорение горы Кук». В книге отражён её подход к скалолазанию и отмечены альпинистские достижения.
В июне 1929 года Кадоган покончила жизнь самоубийством после того, как её и Дю Фор отправили в психиатрическую больницу и насильно разлучили.
Дю Фор вернулась в Австралию, где жила в Ди Уай, Сидней. Сначала в семье брата, а потом в собственном доме. Её главным интересом были прогулки на природе в Ди Уай и Колларое. Она страдала от депрессии из-за потери Кадоган и 13 сентября 1935 года также покончила с собой, отравившись угарным газом.
Несмотря на её вклад в альпинизм и известность, официальных похорон, как отпевания, не было. Дю Фор была похоронена в безымянной могиле неподалёку от англиканской церкви в Мэнли, Сидней

## Память
Альпинистка, несмотря на достижения, казалось, была забыта, пока Салли Ирвин не опубликовала её биографию в 2000 году: «Между небом и землей: жизнь альпинистки Фреды дю Фор: 1882—1935». Прочитав книгу Салли Ирвин, новозеландский фермер (по другим источникам — новозеландский альпинист) Эшли Голтер разыскал безымянную могилу и привёл в порядок последнее пристанище Дю Фор, заказав у местного каменщика надгробие. 3 декабря 2006 состоялась официальная церемония, на могиле установили мемориальный камень из новозеландской граувакки и мемориальную доску, посвященную её достижениям.
В 2017 году была поставлена театральная пьеса о Дю Фор по сценарию Яна Болуэлла, премьера состоялась в театре BATS в Новой Зеландии. Спектакль называется «Захват высоты» (Taking the High Ground), в нём также участвует новозеландская альпинистка Лидия Брейди.

## Комментарии
1. ↑  В христианстве духовенству запрещалось использовать стандартную христианскую службу отпевания тех, кто покончил с собой. Самоубийц не хоронили в «святой» земле, как правило, их могилы были безымянными, находились за оградой церковного двора.